# Musical museum
Il Musical museum è un museo di Londra, situato a Brentford. Fondato nel 1963, è noto principalmente per la sua raccolta di strumenti musicali meccanici e automatici.

## Storia
Il museo è stato fondato nel 1963 da Frank W. Holland a Brentford in High Street all'interno della St George's Church, una vecchia chiesa anglicana sconsacrata.
Frank W. Holland, nato nel 1910, visse nel periodo in cui gli strumenti meccanici iniziavano a perdere la loro utilità sostituiti dal fonografo, dai cilindri fonografici e dal grammofono. Nonostante questo il suo interesse verso le macchine sonore lo portò ad essere un vero esperto nel settore ed in breve tempo venne acclamato sia come fine restauratore e sia come geniale inventore di nuovi macchinari. Come narrato da lui stesso nell'autobiografia A box fulls of Rolls, queste passioni lo portarono infine a rendere pubblica la sua collezione con la realizzazione del suo museo.
Dopo la morte di Holland nel 1989, tutt'oggi la sua opera è portata avanti da competenti volontari che recentemente, in seguito a un trasloco di tonnellate di strumenti musicali, sono riusciti a dare vita alla nuova e funzionale sede del museo nel 2007, i fondi per la realizzazione della quale sono derivati dal "Fondo della Lotteria Nazionale Inglese"

## Struttura
Il museo attuale è sistemato su tre piani.
Il primo piano è suddiviso in quattro gallerie dove vengono mostrati gli strumenti tuttora funzionanti sistemati all'interno di ambienti che ricostruiscono la realtà dei luoghi nella loro originaria collocazione.
Al secondo piano si trovano sia una sala da concerto da 280 posti e sia un cinema in stile anni trenta dove  è collocato il Regal Wurlitzer, strumento che fa parte della collezione, nato per accompagnare i film muti e funzionante con rulli originali degli anni venti.
Il museo è fornito di una biblioteca di oltre 30.000 rulli musicali ed organizza workshop sul restauro di macchine sonore automatiche.

## Collezione
Il Musical Museum contiene una delle prime collezioni al mondo di strumenti musicali automatici, dagli orologi a carillon fino all'organo Wurlitzer automatico comprendendo tutta la gamma dei pianoforti automatici e macchine orchestra.